# Hawa Béavogui
Pour les articles homonymes, voir Béavogui.
Hawa Béavogui est une juriste et femme politique guinéenne.
Elle a été ministre des droits et de l'autonomisation des femmes de juin 2020 à septembre 2021.

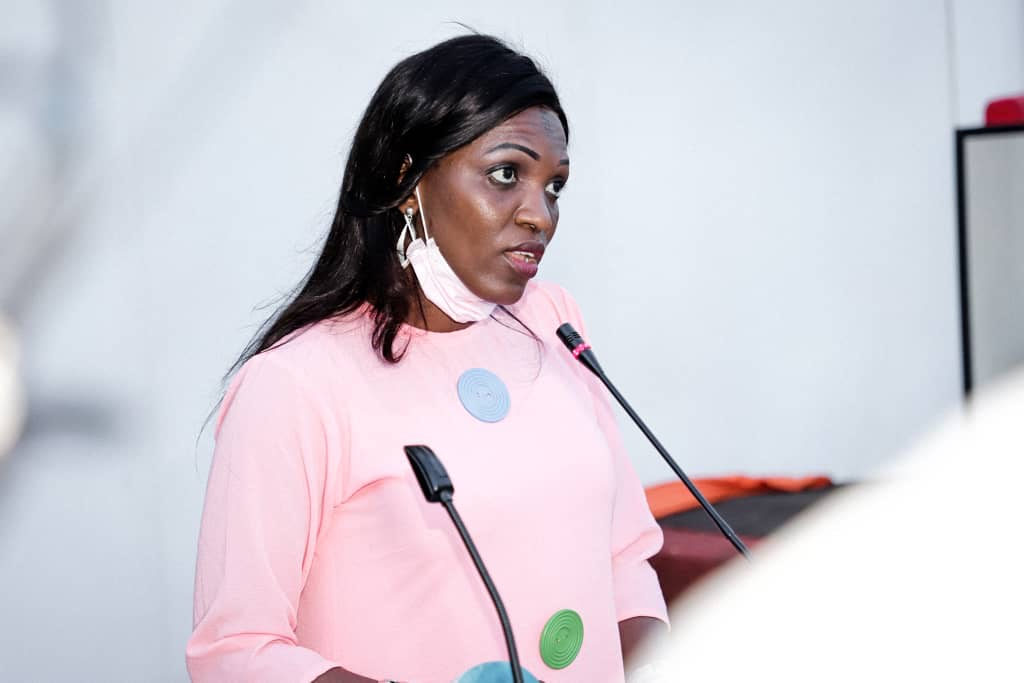
Hawa Béavogui en 2021 lors d'African Women Awards

## Biographie et études
Hawa Béavogui fréquente les écoles primaires suivantes : la place des martyrs, l’école primaire du centre, et Camayenne plage, le collège dans deux écoles différentes de la 7ème en 9ème au collège 02 août et elle décroche son BEPC au collège Gbessia, puis elle continue au lycée Bonfi, pour finaliser son cycle au lycée Kipé.
Elle termine son cursus à l’Université Gamal Abdel Nasser de Conakry et obtient un certificat d'aptitude de profession d’avocat (CAPA).

## Parcours professionnel
De 2011 à 2020, elle est conseillère juridique au Ministère de la Santé. 

## Ministre
En juin 2020, elle est nommée ministre des droits et de l’autonomisation des femmes dans le gouvernement Kassory II sous la présidence d'Alpha Condé jusqu'à la chute de ce dernier en septembre 2021. 